# 1907
Il 1907 (MCMVII in numeri romani) è un anno  del XX secolo.

## Eventi
- L'Autocromia dei Fratelli Lumière è il primo processo fotografico a colori commerciali.
- Parabiago (MI): ritrovamento della Patera di Parabiago, urna cineraria in Argento dell'epoca Imperiale Romana, raffigurante Cibele e Attis ed importante per la spiegazione di tale mito.
- Ungheria: viene pubblicato il romanzo I ragazzi della via Pál.
- 6 gennaio – Italia: a Roma Maria Montessori apre la sua prima scuola.
- 22 febbraio – Londra: entrano in funzione i primi taxi con tassametro.
- 15 marzo: la Finlandia divenne il secondo Paese al mondo a concedere il diritto di voto alle donne.
- 28 maggio - Sull'isola di Man si corre il primo Tourist Trophy
- 10 giugno: prende il via da Pechino il Raid Pechino-Parigi, 14.000 km a bordo delle prime automobili.
- 16 giugno - Impero Russo: Riforma agraria di Stolypin.
- 29 luglio – 8 agosto: sull'isolotto di Brownsea nella baia di Poole, nel Dorset Inghilterra, Robert Baden-Powell trascorre con 20 ragazzi divisi in quattro pattuglie quello che sarà ricordato come il primo campo scout della storia, dando inizio al Movimento Scout.
- 10 agosto: l'equipaggio italiano guidato da Scipione Borghese e Ettore Guizzardi vince il Raid Pechino-Parigi.
- 31 agosto – San Pietroburgo, Russia: viene firmato l'Accordo anglo-russo, che porterà alla Triplice intesa.
- 22 settembre: il piroscafo Principessa Jolanda affonda durante il varo.
- 24 ottobre: Crack della borsa valori della New York Stock Exchange
- 6 dicembre: in una miniera di Monongah, negli USA (stato della Virginia Occidentale) si verifica una sciagura mineraria
- Seconda Conferenza dell'Aia (la prima è del 1899)

## Nati
Ci sono circa 1 710 voci su persone nate nel 1907; vedi la pagina Nati nel 1907 per un elenco descrittivo o la categoria Nati nel 1907 per un indice alfabetico.

## Morti
Ci sono circa 410 voci su persone morte nel 1907; vedi la pagina Morti nel 1907 per un elenco descrittivo o la categoria Morti nel 1907 per un indice alfabetico.

## Calendario
| Calendario 1907 | Calendario 1907 | Calendario 1907 | Calendario 1907 | Calendario 1907 | Calendario 1907 | Calendario 1907 | Calendario 1907 | Calendario 1907 | Calendario 1907 | Calendario 1907 | Calendario 1907 | Calendario 1907 | Calendario 1907 | Calendario 1907 | Calendario 1907 | Calendario 1907 | Calendario 1907 | Calendario 1907 | Calendario 1907 | Calendario 1907 | Calendario 1907 | Calendario 1907 | Calendario 1907 | Calendario 1907 | Calendario 1907 | Calendario 1907 | Calendario 1907 | Calendario 1907 | Calendario 1907 | Calendario 1907 | Calendario 1907 | Calendario 1907 |
| --------------- | --------------- | --------------- | --------------- | --------------- | --------------- | --------------- | --------------- | --------------- | --------------- | --------------- | --------------- | --------------- | --------------- | --------------- | --------------- | --------------- | --------------- | --------------- | --------------- | --------------- | --------------- | --------------- | --------------- | --------------- | --------------- | --------------- | --------------- | --------------- | --------------- | --------------- | --------------- | --------------- |
|                 | 1               | 2               | 3               | 4               | 5               | 6               | 7               | 8               | 9               | 10              | 11              | 12              | 13              | 14              | 15              | 16              | 17              | 18              | 19              | 20              | 21              | 22              | 23              | 24              | 25              | 26              | 27              | 28              | 29              | 30              | 31              |                 |
| Gennaio         | Ma              | Me              | Gi              | Ve              | Sa              | Do              | Lu              | Ma              | Me              | Gi              | Ve              | Sa              | Do              | Lu              | Ma              | Me              | Gi              | Ve              | Sa              | Do              | Lu              | Ma              | Me              | Gi              | Ve              | Sa              | Do              | Lu              | Ma              | Me              | Gi              |                 |
| Febbraio        | Ve              | Sa              | Do              | Lu              | Ma              | Me              | Gi              | Ve              | Sa              | Do              | Lu              | Ma              | Me              | Gi              | Ve              | Sa              | Do              | Lu              | Ma              | Me              | Gi              | Ve              | Sa              | Do              | Lu              | Ma              | Me              | Gi              |                 |                 |                 |                 |
| Marzo           | Ve              | Sa              | Do              | Lu              | Ma              | Me              | Gi              | Ve              | Sa              | Do              | Lu              | Ma              | Me              | Gi              | Ve              | Sa              | Do              | Lu              | Ma              | Me              | Gi              | Ve              | Sa              | Do              | Lu              | Ma              | Me              | Gi              | Ve              | Sa              | Do              |                 |
| Aprile          | Lu              | Ma              | Me              | Gi              | Ve              | Sa              | Do              | Lu              | Ma              | Me              | Gi              | Ve              | Sa              | Do              | Lu              | Ma              | Me              | Gi              | Ve              | Sa              | Do              | Lu              | Ma              | Me              | Gi              | Ve              | Sa              | Do              | Lu              | Ma              |                 |                 |
| Maggio          | Me              | Gi              | Ve              | Sa              | Do              | Lu              | Ma              | Me              | Gi              | Ve              | Sa              | Do              | Lu              | Ma              | Me              | Gi              | Ve              | Sa              | Do              | Lu              | Ma              | Me              | Gi              | Ve              | Sa              | Do              | Lu              | Ma              | Me              | Gi              | Ve              |                 |
| Giugno          | Sa              | Do              | Lu              | Ma              | Me              | Gi              | Ve              | Sa              | Do              | Lu              | Ma              | Me              | Gi              | Ve              | Sa              | Do              | Lu              | Ma              | Me              | Gi              | Ve              | Sa              | Do              | Lu              | Ma              | Me              | Gi              | Ve              | Sa              | Do              |                 |                 |
| Luglio          | Lu              | Ma              | Me              | Gi              | Ve              | Sa              | Do              | Lu              | Ma              | Me              | Gi              | Ve              | Sa              | Do              | Lu              | Ma              | Me              | Gi              | Ve              | Sa              | Do              | Lu              | Ma              | Me              | Gi              | Ve              | Sa              | Do              | Lu              | Ma              | Me              |                 |
| Agosto          | Gi              | Ve              | Sa              | Do              | Lu              | Ma              | Me              | Gi              | Ve              | Sa              | Do              | Lu              | Ma              | Me              | Gi              | Ve              | Sa              | Do              | Lu              | Ma              | Me              | Gi              | Ve              | Sa              | Do              | Lu              | Ma              | Me              | Gi              | Ve              | Sa              |                 |
| Settembre       | Do              | Lu              | Ma              | Me              | Gi              | Ve              | Sa              | Do              | Lu              | Ma              | Me              | Gi              | Ve              | Sa              | Do              | Lu              | Ma              | Me              | Gi              | Ve              | Sa              | Do              | Lu              | Ma              | Me              | Gi              | Ve              | Sa              | Do              | Lu              |                 |                 |
| Ottobre         | Ma              | Me              | Gi              | Ve              | Sa              | Do              | Lu              | Ma              | Me              | Gi              | Ve              | Sa              | Do              | Lu              | Ma              | Me              | Gi              | Ve              | Sa              | Do              | Lu              | Ma              | Me              | Gi              | Ve              | Sa              | Do              | Lu              | Ma              | Me              | Gi              |                 |
| Novembre        | Ve              | Sa              | Do              | Lu              | Ma              | Me              | Gi              | Ve              | Sa              | Do              | Lu              | Ma              | Me              | Gi              | Ve              | Sa              | Do              | Lu              | Ma              | Me              | Gi              | Ve              | Sa              | Do              | Lu              | Ma              | Me              | Gi              | Ve              | Sa              |                 |                 |
| Dicembre        | Do              | Lu              | Ma              | Me              | Gi              | Ve              | Sa              | Do              | Lu              | Ma              | Me              | Gi              | Ve              | Sa              | Do              | Lu              | Ma              | Me              | Gi              | Ve              | Sa              | Do              | Lu              | Ma              | Me              | Gi              | Ve              | Sa              | Do              | Lu              | Ma              |                 |

## Premi Nobel
In quest'anno sono stati conferiti i seguenti Premi Nobel:
- per la Pace: Ernesto Teodoro Moneta, Louis Renault
- per la Letteratura: Rudyard Kipling
- per la Medicina: Charles Louis Alphonse Laveran
- per la Fisica: Albert Abraham Michelson
- per la Chimica: Eduard Buchner